# Arroyo de la Negra Antonia
El arroyo de la Negra Antonia es un pequeño curso de agua perteneciente a la provincia de Misiones, Argentina que desagua en el río Uruguay.
El mismo se encuentra en el departamento Guaraní de dicha provincia, nace en el borde oeste del refugio Premida y desemboca en el río Uruguay aguas abajo de la localidad de Monteagudo.
- Datos: Q5706144